# P-värde
Inom statistisk hypotesprövning är p-värdet sannolikheten för att, givet att nollhypotesen är sann, erhålla ett resultat som är lika eller mer extremt än vad som observerats. Bokstaven P står för probability (engelska: sannolikhet) och mäter hur sannolikt att skillnaden mellan nollhypotesen och det observerade resultatet beror på slumpen. Eftersom P representerar en sannolikhet kan den anta värden mellan 0 och 1, där värden närmre 0 antyder att det är osannolikt att skillnaderna kan härledas till slumpen. Värden närmre 1 visar det motsatta, att skillnader mellan olika resultat sannolikt beror på slumpen.
Idén om att testa signifikansen av ett samband utvecklades på 1930-talet av bland annat statistikern Ronald Fisher. Fisher ville reda ut vilka resultat som berodde på slumpen och vilka som antydde en korrelation. För att tydliggöra styrkan i bevisen mot nollhypotesen, förordade Fisher användningen av P-värdet och menade att P < 0,05 (5% signifikans) borde utgöra en standardnivå för att bedöma om ett signifikant samband fanns eller inte (dock inte som en absolut regel). Fishers rekommenderade nivå för signifikanstester har sedan 1930-talet spritt sig över världen och blivit en standardnivå, något som dock kritiserats för att inte ta hänsyn till olika forskningssammanhang.

## Relaterade kvantiteter
- signifikansnivå
- E-värdet[3]
- inflations-(eller justerade) p-värdet[4]